# Maik Petzold
Maik Petzold (* 16. Januar 1978 in Bautzen) ist ein ehemaliger deutscher Triathlet und Duathlet. Er ist Deutscher Meister auf der Triathlon-Kurzdistanz (2003), zweifacher Olympiastarter (2004, 2012) und Dritter der ITU-Weltmeisterschaft 2009.

## Werdegang
Seinen ersten Triathlon absolvierte er 1990. Nach dem Realschulabschluss im Jahr 1994 wechselte Maik Petzold auf das Technische Gymnasium in Bautzen. Nachdem er sein Abitur 1997 abgelegt hatte, absolvierte er bei der Bundeswehr seinen Grundwehrdienst und wechselte Anfang des Jahres 1998 in die Sportfördergruppe der Bundeswehr.

Im Jahr 2001 begann er ein Studium der Sportwissenschaften in Saarbrücken (2001–2002) und danach trat er erneut in die Sportfördergruppe der Bundeswehr ein. 2001 startete er erstmals im Weltcup. Seitdem trainierte er am Olympiastützpunkt in Saarbrücken oder in seiner Heimat Bautzen/Oberlausitz.

### Deutscher Meister Triathlon Kurzdistanz 2003
2003 wurde er Deutscher Meister auf der Triathlon-Kurzdistanz (1,5 km Schwimmen, 40 km Radfahren und 10 km Laufen). In Athen startete Maik Petzold 2004 bei den Olympischen Sommerspielen und belegte am 26. August den 19. Rang.
2006 erreichte er die Silbermedaille in der Herrenstaffel mit Jan Frodeno und Daniel Unger bei der Team-WM in Mexiko. Im Januar 2008 wurde Petzold in Oberstaufen Vizestaatsmeister Wintertriathlon. Er war Ersatzmann für die Olympischen Sommerspiele Peking 2008.
2009 wurde er als bester Deutscher Dritter bei der Kurzdistanz-Weltmeisterschaft der Internationalen Triathlon Union (ITU) und holte seine erste und einzige WM-Einzelmedaille. Sein Trainer war von 2009 bis 2011 Wolfram Bott und seit Herbst 2011 wurde er von Wolfgang Thiel betreut. Er startete für den Verein Bautzner LV Rot-Weiß 90 und in der 1. Bundesliga mit Zweitstartrecht für das EJOT Team TV Buschhütten.
Im August 2011 erreichte er im Team in der Mixed-Staffel mit Svenja Bazlen, Anja Dittmer und Steffen Justus den dritten Rang bei der Triathlon-Sprint-Weltmeisterschaft in Lausanne.

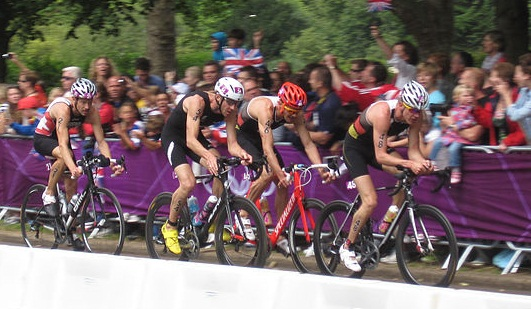
Maik Petzold vor Jan Frodeno, Bevan Docherty und Sven Riederer beim olympischen Triathlon-Wettbewerb 2012

Er startete für das Team „London 2012“ des Deutschen Olympischen Sportbundes (DOSB) und war Mitglied im B-Kader der Deutschen Triathlon Union. Im Mai 2012 qualifizierte er sich in Madrid erneut für einen Startplatz bei den Olympischen Spielen in London, wo er den 31. Rang belegte.

### Deutscher Vizemeister Duathlon 2013
Im April 2013 wurde er in Cottbus deutscher Duathlon-Vizemeister. Im Vorfeld der Challenge Kraichgau kündigte er im Juni 2013 an, Ende der aktuellen Saison seine aktive Zeit beenden zu wollen und im Juli erklärte er nach der Challenge Roth seine Profi-Karriere für beendet.
Maik Petzold lebt mit seiner Frau und zwei Kindern in seinem Geburtsort Bautzen.

## Auszeichnungen
- 2005: Offizieller Botschafter der Oberlausitz
- 2009: Goldenes Buch der Stadt Bautzen

## Sportliche Erfolge
| Datum/Jahr    | Rang | Wettbewerb                                   | Austragungsort    | Zeit     | Bemerkung |
| ------------- | ---- | -------------------------------------------- | ----------------- | -------- | --- |
| 9. Juni 2013  | 2    | Challenge Kraichgau                          | Kraichgau         |          | Deutscher Vizemeister – beim ersten Start auf der Triathlon-Mitteldistanz |
| 7. Aug. 2012  | 31   | Olympische Sommerspiele 2012                 | London            |          | |
| 27. Mai 2012  | 5    | ITU World Championship Series 2012           | Madrid            | 01:53:33 | |
| 6. Mai 2012   | 4    | Siegerland-Cup                               | Buschhütten       | 01:41:41 | |
| 21. Aug. 2011 | 3    | ITU Triathlon World Championship Team Sprint | Lausanne          |          | Dritter bei der Team Weltmeisterschaft – zusammen mit Rebecca Robisch, Anja Dittmer und Steffen Justus                                                                           |
| 20. Aug. 2011 | 17   | ITU Sprint Triathlon World Championships     | Lausanne          | 00:53:14 | Weltmeisterschaft auf der Sprintdistanz |
| 7. Aug. 2011  | 12   | ITU World Championship Series 2011           | London            |          | |
| 8. Mai 2011   | 4    | Siegerland-Cup                               | Buschhütten       | 01:49:29 | |
| 9. Apr. 2011  | 19   | ITU World Championship Series 2011           | Sydney            | 01:51:57 | |
| 18. Sep. 2010 | 3    | DTU Deutsche Meisterschaft Triathlon         | Schliersee        | 02:00:27 | Dritter bei der Internationalen Deutschen Meisterschaft im Triathlon über die olympische Distanz (1,5 km Schwimmen, 40 km Radfahren, 10 km Laufen) im Rahmen des Alpen-Triathlon |
| 2009          | 4    | ITU World Championship Series 2009           | Gold Coast        | 01:45:25 | Mit dem vierten Rang im achten und entscheidenden Rennen erreicht Petzold den dritten Rang in der ITU-Kurzdistanz-Weltmeisterschaft 2009.                                        |
| 2009          | 10   | ITU World Championship Series 2009           | Yokohama          | 01:46:35 | 7. Rennen |
| 26. Juli 2009 | 6    | ITU World Championship Series 2009           | Hamburg           | 01:44:29 | Petzold übernahm mit dem Ergebnis im 5. Rennen die Führung in der ITU-Rangliste.                                                                                                 |
| 2009          | 4    | ITU World Championship Series 2009           | Kitzbühel         | 01:43:36 | 4. Rennen |
| 2009          | 3    | ITU World Championship Series 2009           | Washington, D.C.  | 01:49:24 | im 3. Rennen |
| 31. Mai 2009  | 4    | ITU World Championship Series 2009           | Madrid            | 01:52:32 | im 2. Rennen der Saison |
| 17. Juni 2008 | 2    | CISM Military World Games                    | Otepää            |          | zweiter Rang bei den Militärweltspielen (12. bis 17. Juni 2008) auf der olympischen Distanz hinter Andreas Raelert                                                               |
| 2008          | 3    | DTU Deutsche Meisterschaft Triathlon         | Gelsenkirchen     |          | |
| 10. Aug. 2008 | 1    | London Triathlon                             | London            | 01:47:10 | [ 7 ] |
| 20. Juli 2008 | 10   | ITU Triathlon World Cup                      | Kitzbühel         | 01:46:19 | |
| 5. Juli 2008  | 7    | ITU Triathlon World Cup                      | Hamburg           | 01:48:04 | |
| 8. Juni 2008  | 13   | ITU Triathlon World Championships            | Vancouver         | 01:50:51 | Triathlon-Weltmeisterschaft auf der olympischen Distanz |
| 25. Mai 2008  | 7    | ITU Triathlon World Cup                      | Madrid            | 01:57:23 | |
| 10. Mai 2008  | 10   | ETU Triathlon European Championships         | Lissabon          | 01:55:08 | Europameisterschaft |
| 6. Apr. 2008  | 13   | ITU Triathlon World Cup                      | New Plymouth      | 01:49:13 | |
| 30. März 2008 | 11   | ITU Triathlon World Cup                      | Mooloolaba        | 01:51:08 | |
| 2007          | 5    | ETU Triathlon European Championships         | Kopenhagen        | 01:52:35 | |
| 2007          | 1    | Triathlon de Genève                          | Genf              | 01:59:09 | Sieg vor dem Briten Andrew Johns (1,5 km Schwimmen, 40 km Radfahren und 10 km Laufen)                                                                                            |
| 2007          | 2    | DTU Deutsche Meisterschaft Triathlon         | München           |          | |
| 3. Sep. 2006  | 13   | ITU Triathlon World Championships            | Lausanne          | 01:53:37 | |
| 15. Juli 2006 | 3    | DTU Deutsche Meisterschaft Triathlon         | Schliersee        | 02:03:34 | Dritter bei der Deutschen Triathlon-Meisterschaft im Rahmen des Alpen-Triathlon                                                                                                  |
| 2006          | 2    | ITU Triathlon World Championship Team        | Cancún            | 00:58:03 | Vizeweltmeister in der Teamwertung – zusammen mit Jan Frodeno und Daniel Unger (3 × 250Maik Petzoldm Schwimmen, 6,67 km Radfahren und 1,67 km Laufen)                            |
| 10. Sep. 2005 | 14   | ITU World Championship Team                  | Gamagori          | 01:51:04 | Triathlon-Weltmeisterschaft |
| 26. Aug. 2004 | 19   | Olympische Sommerspiele 2004                 | Athen             | 01:54:50 | |
| 9. Mai 2004   | 22   | ITU Team World Championships                 | Madeira           | 01:43:20 | Triathlon-Weltmeisterschaft |
| 18. Apr. 2004 | 4    | ETU Triathlon European Championship Team     | Valencia          |          | Europameisterschaft auf der Kurzdistanz |
| 2004          | 7    | ITU Triathlon World Cup                      | Hamburg           |          | |
| 2004          | 2    | DTU Deutsche Meisterschaft Triathlon         | Potsdam           |          | |
| 6. Dez. 2003  | 18   | ITU Triathlon World Championships            | Queenstown        | 01:57:01 | Triathlon-Weltmeisterschaft |
| 2003          | 1    | DTU Deutsche Meisterschaft Triathlon         | Breitenauer See   |          | Deutscher Triathlon-Meister auf der Kurzdistanz |
| 9. Nov. 2002  | 6    | ITU Triathlon World Championships            | Cancún            | 01:51:45 | Triathlon-Weltmeisterschaft |
| 2002          | 3    | ETU Triathlon European Championships         | Győr              | 01:47:49 | |
| 22. Juli 2001 | 24   | ITU Triathlon World Championships            | Edmonton          | 01:50:02 | Triathlon-Weltmeisterschaft |
| 23. Juni 2001 | 16   | ETU Triathlon European Championships         | Karlsbad          | 02:07:56 | Europameisterschaft |
| 2000          | 3    | DTU Deutsche Meisterschaft Triathlon         | Frankfurt am Main |          | |
| 2000          | 3    | CISM Military World Games                    | Sabaudia          |          | Dritter bei den Militär-Weltmeisterschaften |
| 2000          | 5    | ETU Triathlon European Championships         | Stein             | 01:54:44 | Triathlon-Europameisterschaft auf der olympischen Distanz (1,5 km Schwimmen, 40 km Radfahren und 10 km Laufen)                                                                   |
| 7. Juli 1996  | 2    | Leipziger Triathlon                          | Leipzig           | 01:45:40 | [ 10 ] |

| Datum/Jahr    | Rang | Wettbewerb     | Austragungsort | Zeit     | Bemerkung                                                             |
| ------------- | ---- | -------------- | -------------- | -------- | --------------------------------------------------------------------- |
| 14. Juli 2013 | 72   | Challenge Roth | Roth           | 09:19:21 | letzter Start als Profi-Athlet – und erster Start auf der Langdistanz |

| Datum/Jahr    | Rang | Wettbewerb                                 | Austragungsort | Zeit | Bemerkung                                                          |
| ------------- | ---- | ------------------------------------------ | -------------- | ---- | ------------------------------------------------------------------ |
| 16. Aug. 2008 | 3    | DTU Deutsche Meisterschaft Cross-Triathlon | Olbersdorf     |      | bei den Xterra Germany Championships hinter dem Sieger Ronny Dietz |

| Datum/Jahr    | Rang | Wettbewerb                          | Austragungsort | Zeit     | Bemerkung            |
| ------------- | ---- | ----------------------------------- | -------------- | -------- | -------------------- |
| 27. Apr. 2013 | 2    | DTU Deutsche Meisterschaft Duathlon | Cottbus        | 01:49:43 | Vizemeister Duathlon |

| Datum/Jahr    | Rang | Wettbewerb                                 | Austragungsort | Zeit | Bemerkung |
| ------------- | ---- | ------------------------------------------ | -------------- | ---- | --- |
| 19. Jan. 2008 | 2    | DTU Deutsche Meisterschaft Wintertriathlon | Oberstaufen    |      | Vizemeister Wintertriathlon (5 km Laufen, 12 km Mountainbike und 8 km Skilanglauf), hinter Florian Holzinger |